# Шарль Баллі
Шарль Баллі́ (фр. Charles Bally, 4 лютого 1865, Женева — 10 квітня 1947, Женева) — швейцарський мовознавець, один з найвидатішних лінгвістів XX століття. Автор праць із загального та порівняльно-історичного мовознавства, досліджень французької та німецької мов, а також праць зі стилістики. Почесний доктор Сорбонни (1937). Один із засновників Женевської лінгвістичної школи.

## Біографія
Народився 4 лютого 1865 року в Женеві. Батько Жан Габріель Баллі був вчителем.
У 1883—1885 роках навчався в Женеві, а в 1886—1889 роках — у Берліні, де захистив докторську дисертацію з класичної філології (1889). Працював приватним вчителем в родині грецького короля. З 1893 року викладав у різних навчальних закладах Женеви, зокрема в Женевському університеті, де завідував кафедрою загального та індоєвропейського мовознавства (1913—1939) як наступник Соссюра. З метою популяризації ідей Соссюра видав (разом із А. Сеше) його знаменитий «Курс загальної лінгвістики» (1916), спираючись на записи лекцій та, можливо, з додаванням власних коментарів.

## Науковий доробок
Провідною темою Баллі було вивчення вираження «суб'єктивності» в мові, яке він розумів як максимально широкий спектр засобів відображення особистості та емоцій мовця. Звідси походить його тривалий інтерес до стилістики, яку він вважав повноправною лінгвістичної дисципліною («Traité de stylistique française», 1909, а також «Le langage et la vie», 1913 і чимало наступних видань).
Найвідоміша праця Баллі — «Загальна та французька лінгвістика» («Linguistique générale et linguistique française», 1932), що є своєрідним підсумком попередніх робіт автора. У цій праці було висловлено багато глибоких ідей про природу мінливості та еволюції мови, про співвідношенні морфології й синтаксису, про специфіку ладу французької мови тощо. Проте основним внеском у теорію мови вважається викладена Баллі концепція модальності та комунікативної організації речення, яка суттєво випередила свій час. Теорія модальності Баллі мала великий вплив на французьке мовознавство.

## Вибрані праці
- Основи стилістики / Précis de stylistique (1905)
- Основи французької ситлістики / Traité de stylistique française (1909)
- Стилістика та середня школа / La stylistique et l'enseignement secondaire (1911)
- Мова і життя / Le Langage et la Vie (1913)
- Думка і мова / " La pensée et la langue ", в Bulletin de la Société linguistique de Paris, 22-23 (1922)
- Криза французької мови, наша рідна мова в школі / La Crise du français, notre langue maternelle à l'école (1930) (перевид. 2004)
- Загальне та французьке мовознавство / Linguistique générale et linguistique française (1932)
- Довільність знака. Вартість та значення / L'arbitraire du signe. Valeur et signification (1940)
- Підручник з грецької акцентуації / Manuel d'accentuation grecque, 1945
- Мовлення та життя / Le langage et la vie (третє вид. 1977)